# Autoroute A 7
Die Autoroute A 7, auch als Autoroute du Soleil bzw. („Autobahn der Sonne“) bezeichnet, ist eine Autobahn entlang des Rhônetals im Südosten Frankreichs. Sie wurde schrittweise zwischen den Jahren 1951 und 1974 fertiggestellt. Sie verbindet die Großräume Lyon und Marseille auf einer Länge von 311 Kilometern und setzt damit die A 6 Paris – Lyon Richtung Süden fort. Von der A 6 übernimmt sie auch den Namen, der darauf hinweist, dass auf dieser Route die Pariser traditionell zum Sommerurlaub nach Südfrankreich fahren. Auf Teilstücken ist die A 6 Teil der Europastraßen E 15, E 80 und E 714.
Die A 7 ist für ihren dichten Verkehr berüchtigt. Vor allem im Sommer kommt es besonders auf dem Abschnitt Orange – Vienne oft zu langen Staus. Nördlich von Lyon kam es am 16. Februar 1980 mit einem 176 Kilometer langen Stau zu einem Weltrekord.
Die Autobahn verbindet die Städte Lyon, Vienne, Valence, Montélimar, Orange, Avignon und Marseille.
Die Autobahn ist auf ihrer gesamten Strecke mit Ausnahme der Ballungszentren Lyon und Marseille mautpflichtig.
Im Rahmen des Stadterneuerungsprogramms Euroméditerranée wurde der letzte Abschnitt der Autoroute A 7 in der Innenstadt von Marseille im Jahre 2010 um einen Abschnitt von 300 Metern verkürzt.